# Cierrey
Cierrey est une commune française située dans le département de l'Eure en région Normandie.

## Géographie

### Localisation
Cierrey est un bourg  périurbain situé à 7 km à vol d'oiseau à l'est d'Évreux, 19 km au sud-ouest de Vernon, 10 km à l'ouest de Pacy-sur-Eure et 31 km au nord de Dreux.
Au sud de la commune se trouve le Bois de Cierrey.
Elle se trouve dans l'aire d'attraction d'Évreux, ainsi que dans la zone d'emploi et dans le bassin de vie de cette ville.

### Communes limitrophes
Cierrey est entouré à l'ouest par Le Vieil-Évreux, à l'est et au nord par Miserey, à l'est par Caillouet-Orgeville et au sud par Le Val-David.
|                 | Miserey, Boncourt |                     |
| Le Vieil-Évreux | Cierrey           | Caillouet-Orgeville |
| Le Val-David    |                   | Le Cormier          |

### Géologie et relief
La superficie de la commune est de 4,03 km2 ; son altitude varie de 100  à   136 mètres.
Le territoire communal se trouve pour partie sur les plateaux d’Évreux et pour le surplus dans la vallée de la Longue Haie

### Hydrographie
La commune est située dans le bassin Seine-Normandie. Elle est drainée par le cours d'eau 01 de la Vallée de la Longue Haie,.

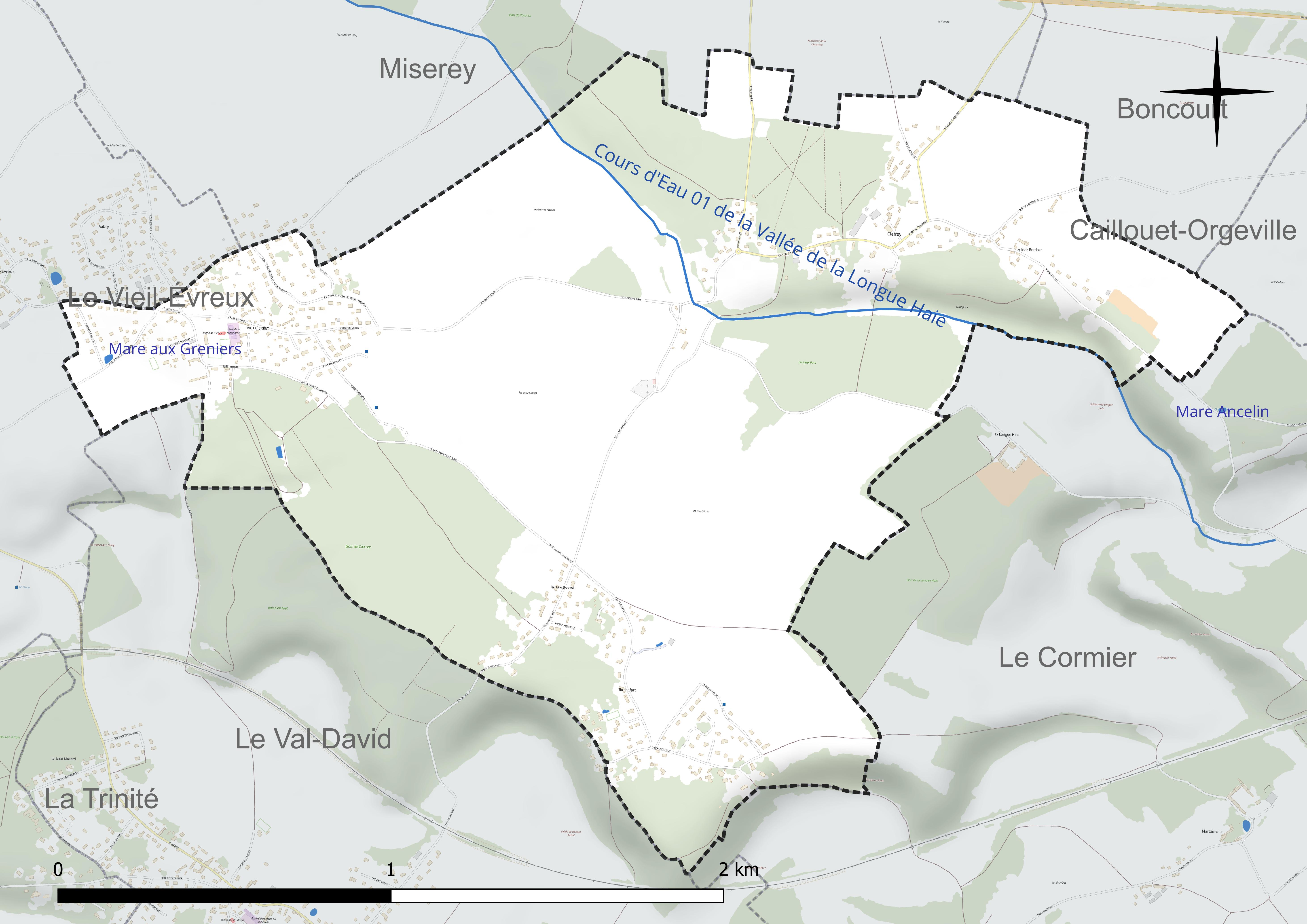
Réseau hydrographique de Cierrey.

Un plan d'eau complète le réseau hydrographique : la mare aux Greniers (0 ha),.

### Climat
Pour des articles plus généraux, voir Climat de la Normandie et Climat de l'Eure.
En 2010, le climat de la commune est de type climat océanique dégradé des plaines du Centre et du Nord, selon une étude du CNRS s'appuyant sur une série de données couvrant la période 1971-2000. En 2020, Météo-France publie une typologie des climats de la France métropolitaine dans laquelle la commune est exposée à un climat océanique et est dans la région climatique Sud-ouest du bassin Parisien, caractérisée par une faible pluviométrie, notamment au printemps (120 à 150 mm) et un hiver froid (3,5 °C). Parallèlement le GIEC normand, un groupe régional d’experts sur le climat, différencie quant à lui, dans une étude de 2020, trois grands types de climats pour la région Normandie, nuancés à une échelle plus fine par les facteurs géographiques locaux. La commune est, selon ce zonage, exposée à un « climat des plateaux abrités », correspondant aux plaines agricoles de l’Eure, avec une pluviométrie beaucoup plus faible que dans la plaine de Caen en raison du double effet d’abri provoqué par les collines du Bocage normand et par celles qui s’étendent sur un axe du Pays d'Auge au Perche.
Pour la période 1971-2000, la température annuelle moyenne est de 10,5 °C, avec  une amplitude thermique annuelle de 14,6 °C. Le cumul annuel moyen de précipitations est de 659 mm, avec 11,3 jours de précipitations en janvier et 8,1 jours en juillet. Pour la période 1991-2020, la température moyenne annuelle observée sur la station météorologique la plus proche, située sur la commune de Guichainville à 5 km à vol d'oiseau, est de 11,1 °C et le cumul annuel moyen de précipitations est de 659,6 mm,. Pour l'avenir, les paramètres climatiques de la commune estimés pour 2050 selon différents scénarios d’émission de gaz à effet de serre sont consultables sur un site dédié publié par Météo-France en novembre 2022.

### Paysages
La commune compte de nombreuses terres agricoles, les massifs forestiers fortement présents et plusieurs mares,.

## Urbanisme

### Typologie
Au 1er janvier 2024, Cierrey est catégorisée commune rurale à habitat dispersé, selon la nouvelle grille communale de densité à 7 niveaux définie par l'Insee en 2022.
Elle est située hors unité urbaine. Par ailleurs la commune fait partie de l'aire d'attraction d'Évreux, dont elle est une commune de la couronne,. Cette aire, qui regroupe 108 communes, est catégorisée dans les aires de 50 000 à moins de 200 000 habitants,.

### Occupation des sols

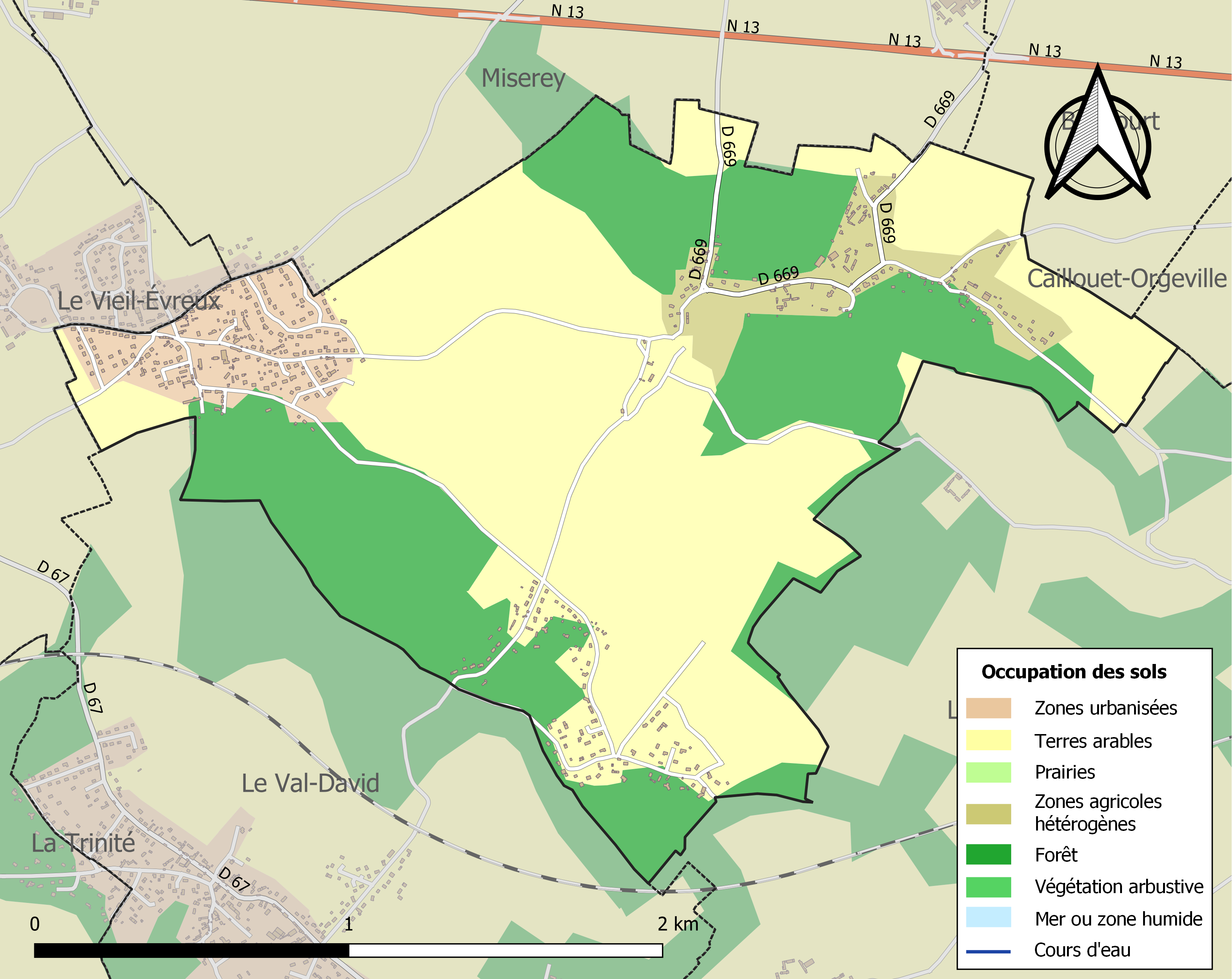
Carte des infrastructures et de l'occupation des sols de la commune en 2018 (CLC).

L'occupation des sols de la commune, telle qu'elle ressort de la base de données européenne d’occupation biophysique des sols Corine Land Cover (CLC), est marquée par l'importance des territoires agricoles (59,5 % en 2018), une proportion sensiblement équivalente à celle de 1990 (60,2 %). La répartition détaillée en 2018 est la suivante : 
terres arables (53,2 %), forêts (34 %), zones urbanisées (6,5 %), zones agricoles hétérogènes (6,3 %). L'évolution de l’occupation des sols de la commune et de ses infrastructures peut être observée sur les différentes représentations cartographiques du territoire : la carte de Cassini (XVIIIe siècle), la carte d'état-major (1820-1866) et les cartes ou photos aériennes de l'IGN pour la période actuelle (1950 à aujourd'hui).

### Morphologie urbaine
Le centre du bourg est organisé autour d'un vaste espace public, la Pommeraie où se trouvent la mairie, l’école, une grange et une bergerie pour la vie associative.

### Lieux-dits, hameaux et écarts
La commune compte deux hameaux, la Haie Bouvet et Rochefort.

### Habitat et logement
En 2020, le nombre total de logements dans la commune était de 313, alors qu'il était de 295 en 2015 et de 279 en 2010.
Parmi ces logements, 96,5 % étaient des résidences principales, 2,9 % des résidences secondaires et 0,6 % des logements vacants. Ces logements étaient pour 99,7 % d'entre eux des maisons individuelles et pour 0,3 % des appartements.
Le tableau ci-dessous présente la typologie des logements à Cierrey en 2020 en comparaison avec celle de l'Eure et de la France entière. Une caractéristique marquante du parc de logements est ainsi la faible proportion des résidences secondaires et logements occasionnels (2,9 %) par rapport au département (6,2 %) et à la France entière (9,7 %).
| Typologie                                               | Cierrey | Eure | France entière |
| ------------------------------------------------------- | ------- | ---- | -------------- |
| Résidences principales (en %)                           | 96,5    | 85,5 | 82,1           |
| Résidences secondaires et logements occasionnels (en %) | 2,9     | 6,2  | 9,7            |
| Logements vacants (en %)                                | 0,6     | 8,2  | 8,2            |

### Voies de communication et transports
La commune est aisément accessible depuis la route nationale 13 qui tangente au nord le territoire communal.
Un service de transport à la demande, le Taxi-Bus,  est organisé par l'intercommunalité.

## Toponymie
Le nom de la localité est attesté sous les formes Cirreium vers 1195, Cierrieum, Chyerreyo fin du XIIe siècle, Chyerreium (cartulaire du chapitre d’Évreux) et Chierreium vers 1196, Cyreium en 1198 (cartulaire de la Sainte-Trinité de Beaumont), Chyerrieum, Cyreim, Cyrre vers 1200 (registre Philippe Auguste), Sirre en 1214 (feoda Normanniæ), Cirre (Duchesne, Liste de services militaires) et Cirri (cartulaire de la Sainte-Trinité de Beaumont) au XIIIe siècle, Cierriecum en 1264 (cartulaire de Saint-Taurin), Cierriecum en 1271 (Saint-Allais, Monstre), Cyrriacum en 1277, Cyrreium en 1285 (charte en faveur de Lyre), Sierray et Sierre en 1461, Sierry en 1484, Cierray en 1628 (La Roque), Cherrey[Quand ?], Cerrey en 1749 (Durand, Calendrier historique), Cerry en 1793, Cierrey en 1801.

## Histoire

### Antiquité
Le site archéologique du vicus gallo-romain Gisacum se trouve sur une partie du territoire communal.[réf. nécessaire]

### Moyen-Âge
Le village de Cierrey existe depuis le XIIe siècle[réf. nécessaire].

## Politique et administration

### Rattachements administratifs et électoraux

#### Rattachements administratifs
La commune se trouve dans l'arrondissement d'Évreux du département de l'Eure.
Elle faisait partie depuis 1793 du canton de Pacy-sur-Eure. Dans le cadre du redécoupage cantonal de 2014 en France, cette circonscription administrative territoriale a disparu, et le canton n'est plus qu'une circonscription électorale.

#### Rattachements électoraux
Pour les élections départementales, la commune fait partie depuis 2014 du canton d'Évreux-3.
Pour l'élection des députés, elle fait partie de la première circonscription de l'Eure.

### Intercommunalité
Cierrey était membre de la communauté d'agglomération dénommée Grand Évreux Agglomération, un établissement public de coopération intercommunale (EPCI) à fiscalité propre créé fin 1999 et auquel la commune avait transféré un certain nombre de ses compétences, dans les conditions déterminées par le code général des collectivités territoriales.
Dans le cadre des dispositions de la loi portant nouvelle organisation territoriale de la République du 7 août 2015, qui prévoit que les établissements publics de coopération intercommunale (EPCI) à fiscalité propre doivent avoir un minimum de 15 000 habitants, cette intercommunalité a fusionné avec ses voisines  pour former, le 1er janvier 2017, Évreux Portes de Normandie, une communauté d'agglomération dont est désormais membre la commune.

### Liste des maires
| Période                                  | Période                        | Identité         | Étiquette | Qualité                                                                             |
| ---------------------------------------- | ------------------------------ | ---------------- | --------- | ----------------------------------------------------------------------------------- |
| Les données manquantes sont à compléter. |                                |                  |           |                                                                                     |
|                                          |                                |                  |           |                                                                                     |
| juin 1990                                | octobre 2012                   | Loïc Morin       |           | Mort en fonction                                                                    |
| fin 2012                                 | mars 2023                      | Fernand Barral,  | PS        | Employé civils ou agents de service de la fonction publique retraité Démissionnaire |
| avril 2023                               | En cours (au 30 novembre 2023) | Bruno Suppliciau |           | Cadre administratif ou commercial d'entreprise                                      |

## Équipements et services publics

### Enseignement
Les enfants de la commujne sont scolarisés avec ceux du Vieil-Évreux dans le cadre d'un regroupement pédagogique intercommunal (RPI). L'école de Cierrey acceille les élèves d'âge primaire.
Ils poursuivent leurs études aux collèges et aux lycées d'Évreux.

## Population et société

### Démographie
L'évolution du nombre d'habitants est connue à travers les recensements de la population effectués dans la commune depuis 1793. Pour les communes de moins de 10 000 habitants, une enquête de recensement portant sur toute la population est réalisée tous les cinq ans, les populations de référence des années intermédiaires étant quant à elles estimées par interpolation ou extrapolation. Pour la commune, le premier recensement exhaustif entrant dans le cadre du nouveau dispositif a été réalisé en 2004.

En 2022, la commune comptait 808 habitants, en évolution de +10,68 % par rapport à 2016 (Eure : −0,25 %, France hors Mayotte : +2,11 %).
| 1793 | 1800 | 1806 | 1821 | 1831 | 1836 | 1841 | 1846 | 1851 |
| ---- | ---- | ---- | ---- | ---- | ---- | ---- | ---- | ---- |
| 132  | 205  | 211  | 217  | 196  | 200  | 201  | 204  | 197  |

| 1856 | 1861 | 1866 | 1872 | 1876 | 1881 | 1886 | 1891 | 1896 |
| ---- | ---- | ---- | ---- | ---- | ---- | ---- | ---- | ---- |
| 204  | 205  | 182  | 188  | 174  | 162  | 162  | 160  | 144  |

| 1901 | 1906 | 1911 | 1921 | 1926 | 1931 | 1936 | 1946 | 1954 |
| ---- | ---- | ---- | ---- | ---- | ---- | ---- | ---- | ---- |
| 141  | 147  | 151  | 126  | 135  | 120  | 119  | 126  | 175  |

| 1962 | 1968 | 1975 | 1982 | 1990 | 1999 | 2004 | 2006 | 2009 |
| ---- | ---- | ---- | ---- | ---- | ---- | ---- | ---- | ---- |
| 152  | 182  | 267  | 466  | 806  | 796  | 744  | 708  | 666  |

| 2014 | 2019 | 2022 | - | - | - | - | - | - |
| ---- | ---- | ---- | - | - | - | - | - | - |
| 721  | 768  | 808  | - | - | - | - | - | - |

### Manifestations culturelles et festivités
- Foire à tout, en juillet[14].

### Vie associative
- Comité des fêtes[30].

## Culture locale et patrimoine

### Lieux et monuments
- Le bâti ancien (corps de fermes, chapelle)[14].
- Circuits de promenade en plaine ou en forêt[14].

### Personnalités liées à la commune
- Trois évêques d'Évreux des XIIe et XIIIe siècles portent Cierrey dans leur nom : Guérin, Raoul Ier et Raoul II.
- Pierre de Villemarest (1922-2008). Il a fondé et dirigé le C.E.I. (Centre Européen d'Information) basé à Cierrey. Ancien résistant et membre actif des services de contre-espionnage français, il est devenu journaliste et écrivain ainsi qu'une personnalité de l'extrême droite française. Il fut membre du centre de recherches sur le terrorisme par suite des attentats du World Trade Center à New York le 11 septembre 2001.

### Héraldique
| Blason de Cierrey | Blason  | De sinople aux deux épées d’argent passées en sautoir, cantonnées de trois mitres d’or, une en chef et les deux autres aux flancs. |
| Blason de Cierrey | Détails | Le statut officiel du blason reste à déterminer.                                                                                   |

## Pour approfondir